# Gerald Abrahams
Gerald Abrahams (* 15. April 1907 in Liverpool; † 15. März 1980 ebendort) war ein britischer Schachspieler, -komponist und Autor vorwiegend juristischer und schachspezifischer Bücher.

## Schach
Abrahams erlernte das Schachspiel 1921 im Alter von 14 Jahren und beschäftigte sich bereits kurz darauf mit Schachkomposition.
In der Eröffnungstheorie beim Schach wurde Abrahams durch die Abrahams-Variante in der Halbslawischen Verteidigung bekannt. Diese wird oftmals auch nach Daniël Noteboom benannt, der sie offenbar unabhängig von Abrahams entdeckte. Abrahams setzte sie im Universitätsspiel Oxford gegen London 1925 ein, während Noteboom sie durch den Einsatz bei der Schacholympiade 1930 in Hamburg bekannt machte.
Des Weiteren gewann er 1946 einen von Heinrich Fraenkel ausgerufenen Wettbewerb für die beste Übersetzung des Wortes Zugzwang ins Englische, indem er das Wort movebound einsandte.
In den 1950ern schrieb Abrahams zwei Bücher über den Mordfall Julia Wallace. William Herbert Wallace sollte seine Ehefrau Julia 1931 in Liverpool getötet haben, gab jedoch als Alibi einen Schachklubbesuch an.
Abrahams nahm an mehreren britischen Meisterschaften teil, wobei der 3. Platz 1933 hinter Mir Sultan Khan und Theodore Henry Tylor sein größter Erfolg blieb.

## Privates
Abrahams arbeitete als Rechtsanwalt. Er hinterließ seine Witwe Elsie.

## Werke
- Teach yourself chess (1948)
- The chess mind (1951)
- The legal mind (1954)
- The law for writers and journalists (1958)
- Technique in chess (1961)
- The Jewish mind (1961)
- Brains in bridge (1962)
- Test your chess (1963)
- The handbook of chess (1965)
- The Pan book of chess (1965)
- Not only chess (1974)
- Brilliance in chess (1977)